# 北京天文台CCD小惑星観測プログラム
北京天文台CCD小惑星観測プログラム（BAO Schmidt CCD Asteroid Program または Beijing Schmidt CCD Asteroid Program）は、1995年5月に中国科学院の資金援助で北京天文台が組織した地球近傍天体（地球近傍小惑星、彗星）の探査プログラムである。北京天文台の興隆(Xinglong)観測所の60/90 cmのシュミット望遠鏡に2048x2048の解像度のCCDカメラを設置して行われた。
1995年から1999年の間に、1個の彗星と2460個の新しい小惑星を検出し、43860個の小惑星を観測した。5個の地球近傍小惑星を発見し、そのうちの2個はPHA（潜在的な危険性がある小惑星：potentially hazardous asteroids）であった。

## BSCAPで発見された特筆すべき小惑星
| 名前              | 仮符号    | 発見日         | 特記事項                                                                 |
| ----------------- | --------- | -------------- | ------------------------------------------------------------------------ |
| 北京大学          | 1996 CB8  | 1996年2月3日   | 北京大学から命名された。                                                 |
| 中科院            | 1996 EW2  | 1996年3月11日  | 中国科学院から命名された。                                               |
| 13651             | 1997 BR   | 1997年1月20日  | BSCAPが発見した最初のPHA                                                 |
| 29552 Chern       | 1998 CS2  | 1998年2月15日  | 数学者の陳省身から命名された                                             |
| 31065 Beishizhang | 1996 TZ13 | 1996年10月10日 | 生物学者の貝時璋から命名された                                           |
|                   | 1998 CS1  | 1998年2月9日   | PHA                                                                      |
| 朱-ベーラム彗星   | C/1997 L1 | 1997年6月3日   | BCAPのリーダー朱進の名から命名、ヴィクトリア大学のDave Balamが共同発見者 |